# Корални гребен Флорида
Корални гребен Флорида је највећи корални гребен континенталног дела Сједињених Америчких Држава, који се протеже на преко 579 km, од Националног парка Драј Тортугас до увале Свете Луције, у округу Мартин. Претежно се две трећине коралног гребена налазе у оквиру Националног парка Бискејн и националног морског уточишта Флорида Киз, заштићеног морског подручја које окружује групу острва Флорида Киз. Има површину од 1000 km². Корални гребен се одликује разноврсним биодиверзитетом, са око 60 врста камених корала, 1300 врста мекушаца и 500 врста риба. Ово је трећи највећи корални гребен на свету (после Великог коралног гребена у Аустралији и коралног гребена Белизеa).

## Настанак
Корални гребен Флорида је настао пре 10000 година, када је ниво мора порастао након последњег леденог доба. Раст гребена је релативно спор; појединачне колоније порасту 1 до 18 cm годишње, у зависности од врсте. Корални гребен је у сталном стању флукса, где нови полипи расту на спољашњој површини, док њихов скелет еродира. Захваљујући дугим периодима повољних услова, гребен је достигао изузетне висине и разноликост.
Корални гребен Флорида се састоји од више врста гребена и највише подсећа на баријерни гребен; међутим, овакви гребени се налазе у близини обале и недостају им плитке, приобалне лагуне које се налазе на већини гребена са баријерама. Из тог разлога, корални гребен Флорида се чешће сврстава у гребене банкине, који делују као баријерни гребени.

### Биолошке карактеристике
Корали су животиње које остварују однос симбиозе са микроскопским алгама; корали користе хранљиве материје и кисеоник које алге обезбеђују, док алге добијају хранљиве материје и заштиту од корала. Алге такође дају коралима њихов препознатљив спектар боја.
Развој коралног гребена могућ је само у областима са специфичним еколошким карактеристикама: чврста подлога за везивање, релативно високе температуре воде, чиста вода са ниским садржајем фосфата и азотних материја и умерено дејство таласа, за распршивање отпада и довођење кисеоника и планктона до гребена. Већина риба и морских животиња Флориде, проведу велики део свог живота на и око коралног гребена и оближњих екосистема.

## Животињски свет
Поред корала који граде корални гребен, настањују га многе друге животињске врсте и алге. Поред  500 врста риба које га насељавају, фауну овог гребена чине кичмењаци, попут корњача, као и многи бескичмењаци. Овде живе сунђери, црви, сасе, корали који не учествују у изградњи гребена, љускари, мекушци (хоботнице, пужеви и шкољке) и бодљокошци (морски јежеви).

### Врсте корала
- Acropora cervicornis
- Acropora palmata
- Agaricia agaricites
- Diploria labrynthiformis
- Diploria strigosa
- Monstastrea annularis
- Montastraea cavernosa
- Oculina diffusa
- Porites asteroides
- Porites porites
- Siderastrea siderea [2]

## Значај
Корални гребен има велики значај за Флориду; представља дом многим врстама дивљих животиња, укључујући многе угрожене врсте, представља саставни део економије Флориде, подстичући развој највеће спортско-риболовне заједнице у земљи, туристичке индустрије и рекреативног и комерцијалног риболова. Корални гребен обезбеђује 70000 радних места и одговоран је за 8,5 милијарди долара у приходима и продаји. Такође, представља природну тампон зону за обалу Флориде, помажући да се ублажи јачина таласа који доспевају до обале.

## Опасности и претње
Корални гребен Флорида се у последњих неколико година суочава са све више претњи. Током последњих 30 година, дошло је до знатног оштећења гребена, које је првенствено узроковано људским активностима. Површина прекривена живим коралима је смањена, болести корала су се прошириле, а неке од животињских врста, као што је краљевска крилата шкољка, су потпуности нестале, па су подручје заузеле алге и прошириле се. До таквог стања је довело загађење отпадним водама од бродова, пољопривредни отпад из јужне Флориде и прекомерни риболов. Додатном уништењу доприноси смањен број морских јежева који се хране алгама, штета коју наносе урагани и сидра ронилачких и других бродова. Рекреативне и комерцијалне активности које се одвијају на, у и изнад воде, као и активности на копну, као што су различите градње на обали и загађење, негативно утичу на екосистем коралног гребена. Забележено је знатно изумирање великих количина морске траве, првенствено због опадања квалитета воде, услед еутрофикације изазване људским активностима. Временом, загађење и губитак гребена могу довести до смањења популација морских бескичмењака, као што су сунђери, корали, јастози и ракови.